# Yakovlev Yak-27
Yakovlev Yak-27 là một máy bay trinh sát được phát triển dựa trên loại máy bay Yak-25 (tên ký hiệu của NATO 'Flashlight'), được Liên Xô thiết kế chế tạo vào năm 1958 với tên gọi đầu tiên là mẫu thử nghiệm Yak-122.

## Thiết kế và phát triển
Đây là mẫu máy bay chuyên dụng dùng để trinh sát chụp ảnh trên độ cao lớn, được thiết kế dựa trên mẫu máy bay tiêm kích Yak-25 và có tên gọi là Yak-27R (NATO 'Mangrove'). Phần mũi của nó được thay thế radar và mái che radar bằng một mái che bằng kính cho người quan sát và hoa tiêu nhưng nó được giữ lại khẩu pháo Nudelman-Rikhter NR-23 ở mạn phải. Súng ở bên mạn trái bị loại bỏ và thêm vào đó là 2 camera do thám. Nó có một đôi cánh dài hơn với sải cánh là 11,82 m (38 ft 9 in), với 2 động cơ phản lực Tumansky RD-9AF và có vận tốc lớn nhất đạt 1.285 km/h (798 mph), với trần bay là 16.500 m (54.000 ft), tầm bay là 2.380 km (1.480 mi) với 2 thùng nhiên liệu trong 2 cánh. Khoảng 180 chiếc đã được chế tạo.
Phiên bản đánh chặn (Yak-27V) được trang bị động cơ RD-9Ye và thêm với một động cơ rocket phụ Dushkin S-155 trong thiết kế. Trong thời gian bay thử nghiệm nó đạt đến độ cao 23.000 m (75.400 ft) nhưng không được đưa vào hoạt động.
Yak-27 được bắt đầu đưa vào hoạt động vào năm 1960 và rút khỏi biên chế vào cuối thập niên 1970.

## Các phiên bản
Yak-27R
Phiên bản sản xuất chính của Yak-27, khoảng 180 chiếc được chế tạo.
Yak-27V
Phiên bản đánh chặn của Yak-27, không được đưa vào sử dụng.

## Quốc gia sử dụng
- Liên Xô
  - Không quân Xô viết

## Thông số kỹ thuật (Yak-27R)

### Đặc điểm riêng
- Phi đoàn: 1
- Chiều dài: 18.55 m (60 ft 10 in)
- Sải cánh: 11.82 m (38 ft 9 in)
- Chiều cao: 4.05 m (13 ft 3 in)
- Diện tích: n/a
- Trọng lượng rỗng: n/a
- Trọng lượng cất cánh: 11.340 kg (25.001 lb)
- Trọng lượng cất cánh tối đa: 13.600 kg (30.000 lb)
- Động cơ: 2× Tumansky RD-9F, lực đẩy 37.2 kN (8.360 lbf) mỗi chiếc

### Hiệu suất bay
- Vận tốc cực đại: 1.285 km/h (803 mph)
- Tầm bay: 2.380 km (1.488 dặm)
- Trần bay: 16.550 m (54.284 ft)
- Vận tốc lên cao: na/
- Lực nâng của cánh: n/a
- Lực đẩy/trọng lượng: n/a

### Vũ khí
- 1x pháo 23 mm Nudelman-Rikhter NR-23

## Nội dung liên quan

### Máy bay có cùng sự phát triển
- Yakovlev Yak-25
- Yakovlev Yak-28

### Danh sách tiếp theo
Yak-25 -
Yak-27 -
Yak-28 -
Yak-30 -
Yak-32